# Gadi
Gadi (nep. गादी) – gaun wikas samiti w środkowej części Nepalu w strefie Narajani w dystrykcie Parsa. Według nepalskiego spisu powszechnego z 2001 roku liczył on 651 gospodarstw domowych i 3782 mieszkańców (1906 kobiet i 1876 mężczyzn).